# ウルビザーリア
ウルビザーリア（伊: Urbisaglia）は、イタリア共和国マルケ州マチェラータ県にある、人口約2,400人の基礎自治体（コムーネ）。

## 地理

### 位置・広がり
マチェラータ県のコムーネ。県都マチェラータから南南西へ13kmの距離にある。

#### 隣接コムーネ
隣接するコムーネは以下の通り。
- コルムラーノ
- コッリドーニア
- ローロ・ピチェーノ
- ペトリオーロ
- トレンティーノ

### 気候分類・地震分類
ウルビザーリアにおけるイタリアの気候分類 (it) および度日は、zona D, 2002 GGである。
また、イタリアの地震リスク階級 (it) では、zona 2 (sismicità media) に分類される。

## 行政

### 分離集落
ウルビザーリアには、以下の分離集落（フラツィオーネ）がある。
- Abbadia di Fiastra, Convento, Entogge, Maestà